# Dağtumas
Dağtumas (eingedeutscht Dagtumas, armenisch Թովմասար Towmasar) ist ein Dorf im Rayon Cəbrayıl von Aserbaidschan.

## Geographische Lage und Geschichte
Dağtumas liegt an den südwestlichen Hängen des Karabachgebirges, etwa 23 Kilometer westlich der Provinzhauptstadt Cəbrayıl.
Während der Herrschaft des Russischen Kaiserreiches im Südkaukasus von 1804 bis 1917 war das Dorf Teil der Ujesd Cəbrayıl, der wiederum zum Gouvernement Elisawetpol (heute Gəncə) gehörte. Laut den statistischen Daten der Zarenregierung über die genaue Zahl der Bevölkerung in Transkaukasien aus dem Jahr 1886 lebten in Dağtumas etwas mehr als 500 Menschen, die zu 95 Prozent aus Aserbaidschanern bestanden. Gemäß dem Kaukasischen Kalender 1910 belief sich die Bevölkerungszahl der Ortschaft auf 600, alle Aserbaidschaner.
In der Aserbaidschanischen Sowjet-Enzyklopädie wird die Bevölkerungszahl von Dağtumas für 1977 als 919 angegeben. In der Sowjetzeit waren die Dorfbewohner mit Viehzucht, Weizen- und, Weinbau sowie Seidenzucht beschäftigt.
Im Zuge des Ersten Bergkarabachkrieges 1992 bis 1994 wurde Dağtumas im August 1993 von armenischen Truppen besetzt und die Bewohner flohen. Nach Ende des Krieges blieb das Gebiet unter Kontrolle der international nicht-anerkannten Republik Arzach, die es als Teil der Gemeinde Ajgehowit in der Provinz Kaschatach verwaltete. 2005 hatte der Ort 6 Einwohner.
Am 23. Oktober 2020 haben die aserbaidschanischen Streitkräfte das Dorf während des Zweiten Bergkarabachkrieges zurückerobert. Von der Ortschaft sind heutzutage nur Ruinen übriggeblieben.